# Quiste de Baker
El quiste de Baker (también, quiste común o quiste poplíteo) es una formación de contenido sinovial  producida al debilitarse la membrana sinovial que recubre la articulación de la rodilla. Este líquido sinovial se acumula en la bolsa del gastrocnemio-semimembranosa que se comunica con la articulación de la rodilla a través de una abertura en la superficie posterior y medial de la cápsula articular. El quiste de Baker puede aparecer a cualquier edad, incluso en las primeras etapas de la vida.
La ruptura de un quiste de Baker origina un cuadro generalmente agudo que se acompaña de tumefacción y dolor del miembro inferior afectado que lleva a impotencia funcional. Muchas veces es confundido con la trombosis venosa profunda por su similitud clínica.

## Etiología
En los adultos jóvenes son producidos en la mayoría de los casos por traumatismos  con posterior lesión en los ligamentos de la rodilla o  por  ruptura en el cartílago del menisco, mientras que en los adultos mayores generalmente son debido a artritis reumatoide.

## Diagnóstico
El diagnóstico se realiza mediante examen. Un quiste de Baker es más fácil de ver desde atrás cuando el paciente está de pie con las rodillas completamente extendidas. Se palpa (siente) más fácilmente con la rodilla parcialmente flexionada. El diagnóstico se confirma mediante ecografía, aunque si es necesario y no hay sospecha de un aneurisma de la arteria poplítea, se puede realizar con cuidado la aspiración del líquido sinovial del quiste. Una imagen de resonancia magnética puede revelar la presencia de un quiste de Baker. 

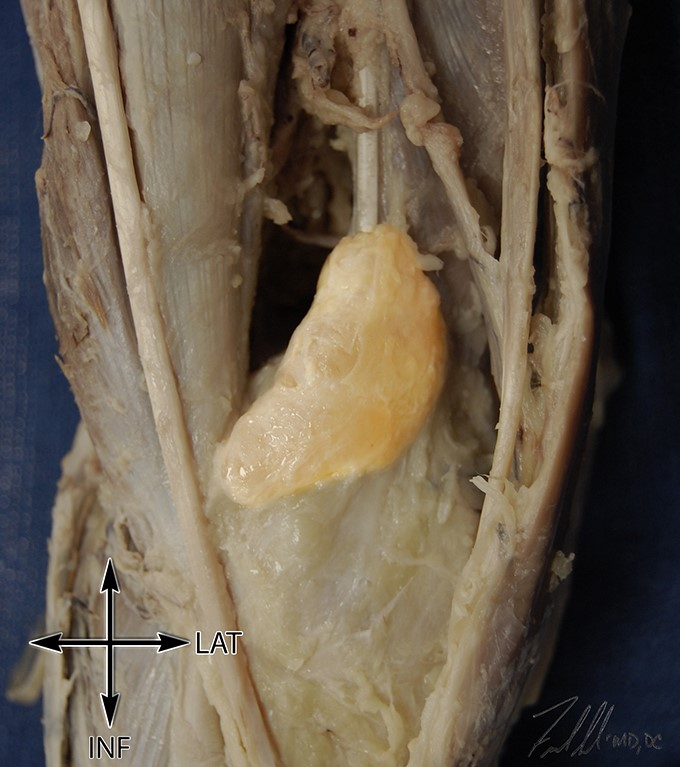
Un quiste de Baker en el espacio poplíteo
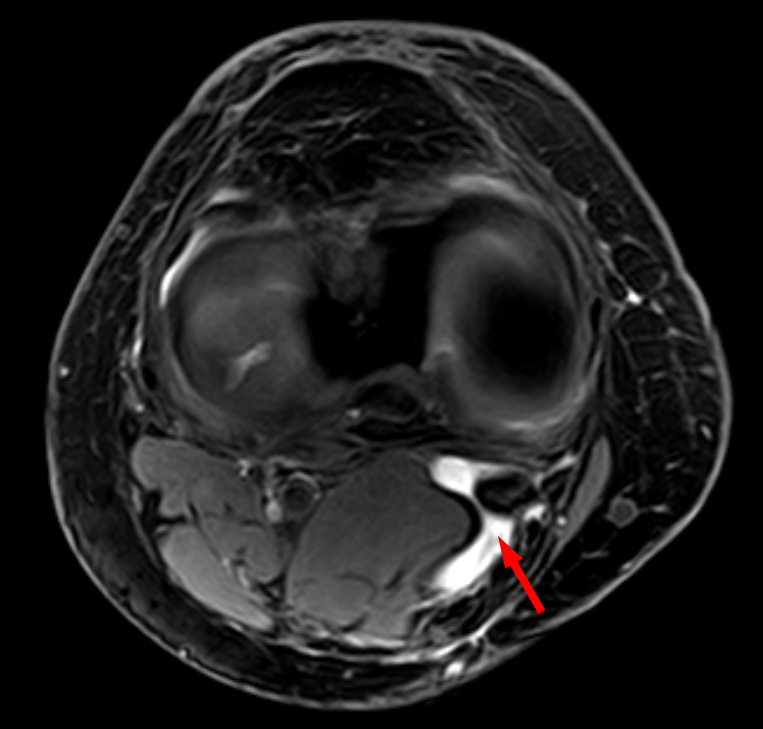
quiste de Baker en  MRI axial con comunicación entre el músculo semimenbranoso y el  the músculo gastrocnemius.

## Tratamiento
Generalmente no requieren tratamiento a menos que sean sintomáticos. A menudo, el descanso y la elevación de las piernas son todo lo que se necesita. Si es necesario, el quiste se puede aspirar para reducir su tamaño, luego se inyecta un corticosteroide para reducir la inflamación. La incisión quirúrgica se reserva para los quistes que causan molestias significativas.